# Terapia de prótons
A terapia de prótons é um tipo de terapia de radiação que utiliza energia de partículas carregadas positivamente chamadas prótons. A terapia com prótons mostrou-se promissora no tratamento de vários tipos de câncer. Estudos sugeriram que a terapia com prótons pode causar menos efeitos colaterais do que a radiação tradicional, já que os médicos podem controlar melhor onde os feixes de prótons depositam sua energia. Como a radiação de raios-x, a terapia de prótons é um tipo de terapia de radiação de feixe externo. Sem dor, irradia radiação através da pele de uma máquina fora do corpo.

## Planejamento de tratamento
A terapia de prótons requer planejamento. Antes do tratamento, o paciente fará uma tomografia computadorizada (TC) ou ressonância magnética (RM). Durante essa verificação, ele estará exatamente na mesma posição que durante o tratamento. Durante uma varredura do planejamento da radiação, o paciente se deitará em uma mesa e o médico descobrirá os locais exatos em que a radioterapia será aplicada em seu corpo ou dispositivo. Isso ajuda a garantir que sua posição seja precisa durante cada tratamento com prótons.
A equipe de saúde usará a varredura do tratamento com radiação para marcar onde os tumores estão no corpo. Eles também marcarão onde estão os tecidos normais para evitar essa área. Esse processo é semelhante ao processo de planejamento de radiação com raios-x.

## Mecanismo de terapia de prótons
Fundamentalmente, todas as células dos tecidos são constituídas por moléculas com átomos como seus blocos de construção. No centro de cada átomo está o núcleo. Orbitando o núcleo do átomo são elétrons com carga negativa. Quando prótons energizados passam perto de elétrons em órbita, a carga positiva dos prótons atrai os elétrons carregados negativamente, puxando-os para fora de suas órbitas. Isso é chamado de ionização; altera as características do átomo e consequentemente o caráter da molécula dentro da qual o átomo reside.
Por causa da ionização, a radiação danifica as moléculas dentro das células, especialmente o DNA. Danificar o DNA destrói funções celulares específicas, particularmente a capacidade de dividir ou proliferar. Embora as células normais e as cancerígenas passem por esse processo de reparo, a capacidade de uma célula cancerosa de reparar a lesão molecular é frequentemente inferior. Como resultado, as células cancerígenas sofrem mais danos permanentes e subsequente morte celular do que ocorre na população celular normal.